# Énergie solaire en Australie

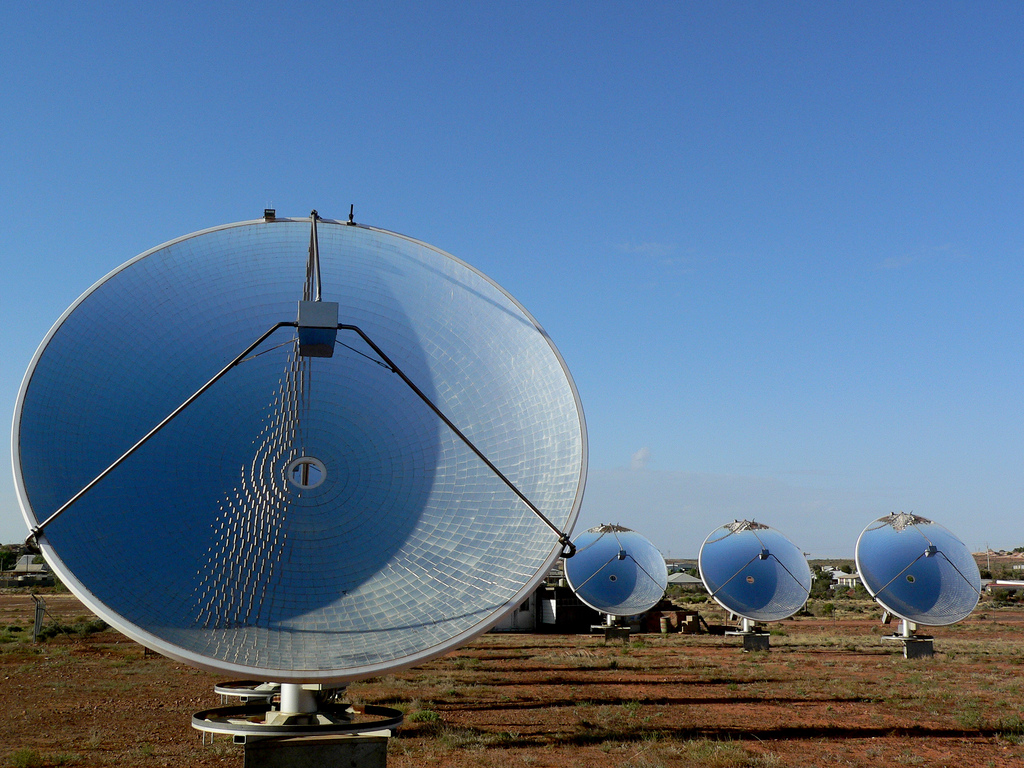
Centrale solaire de White Cliffs, en Nouvelle-Galles du Sud, première centrale solaire australienne construite en 1981 et fermée en 2004 ; photo : mars 2008.

L'énergie solaire en Australie connaît une croissance très rapide, grâce à un ensoleillement parmi les meilleurs au monde et à une politique de soutien initiée en 2001, puis renforcée en plusieurs étapes, et variant selon les États : système de certificats d'énergie renouvelable, tarifs d'achat garantis, appels d'offres, soutien à la recherche, etc.
La filière solaire thermique de l'Australie se classait au 8e rang mondial en 2020 pour la puissance solaire thermique par habitant.
La filière photovoltaïque fournissait 15,3 % de la production nationale d'électricité en 2023, et sa progression est très rapide : +50 % en 2019, +42 % en 2020, +32 % en 2021, +25 % en 2022, +21 % en 2023 ; l'Agence internationale de l'énergie estime sa pénétration théorique à 19,8 % de la consommation d'électricité à la fin 2024, au 6e rang mondial. L'Australie se classe en 2023 au 8e rang mondial à 2,6 % de la production mondiale et en 2024 au 8e rang mondial à 1,7 % de la puissance installée mondiale. Elle se situe au 2e rang mondial en 2024 pour sa puissance installée par habitant, derrière les Pays-Bas et devant l'Allemagne.
La technologie photovoltaïque à concentration a fait l'objet de plusieurs réalisations de petite taille, suivie d'un grand projet en préparation à Mildura (100 MW).
La filière solaire thermodynamique à concentration peine à émerger, ses coûts ayant baissé moins rapidement que ceux du photovoltaïque ; les seules réalisations sont des unités produisant de la vapeur solaire surchauffée pour "booster" le fonctionnement de centrales charbon.

## Potentiel solaire de l'Australie

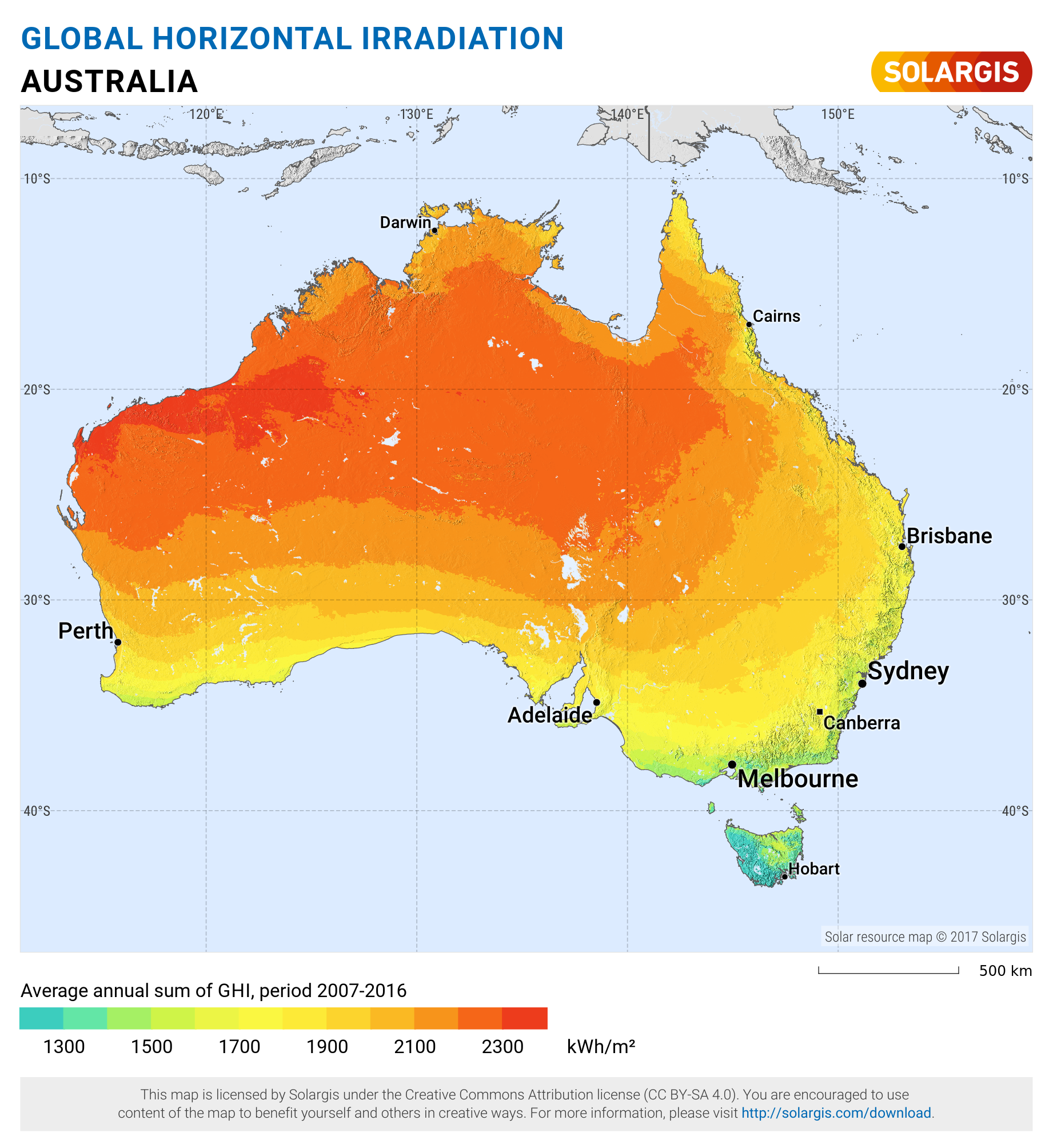
Carte d'irradiation solaire globale horizontale de l'Australie, SolarGIS 2017.

La carte ci-contre montre que le potentiel solaire de l'Australie est particulièrement élevé : plus de la moitié du territoire dépasse 2 100 kWh/m², et une vaste région au nord-est atteint des ensoleillements supérieurs à 2 300 kWh/m², niveau qui ne se retrouve que dans les parties les plus ensoleillées du Sahara, de l'Arabie et du nord du Chili ; la quasi-totalité de l'Australie (sauf la Tasmanie) dépasse le niveau de 1 600 kWh/m² qui est celui de la Provence.

## Solaire thermique

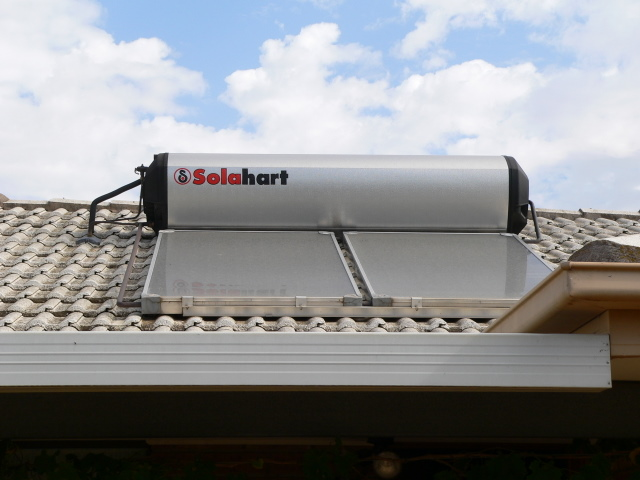
Chauffe-eau solaire avec réservoir intégré sur un toit de maison en Australie, 2006

Selon l'Agence internationale de l'énergie, à la fin 2020, la puissance installée cumulée des capteurs solaires thermiques en Australie atteignait 6 776 MWth (9,68 Mm2 de capteurs), au 7e rang mondial, très loin derrière le leader mondial : la Chine (364 000 MWth). L'Australie se classait au 8e rang mondial pour la puissance solaire thermique par habitant avec 259 Wth fin 2020 contre 461 Wth à Chypre, , 398 Wth en Israël, 389 Wth en Autriche et 259 Wth en Chine. Le marché a continué à décliner : 380 MWth ont été installés.

## Photovoltaïque

### Production d'électricité

Puissance installée et production photovoltaïque en Australie.

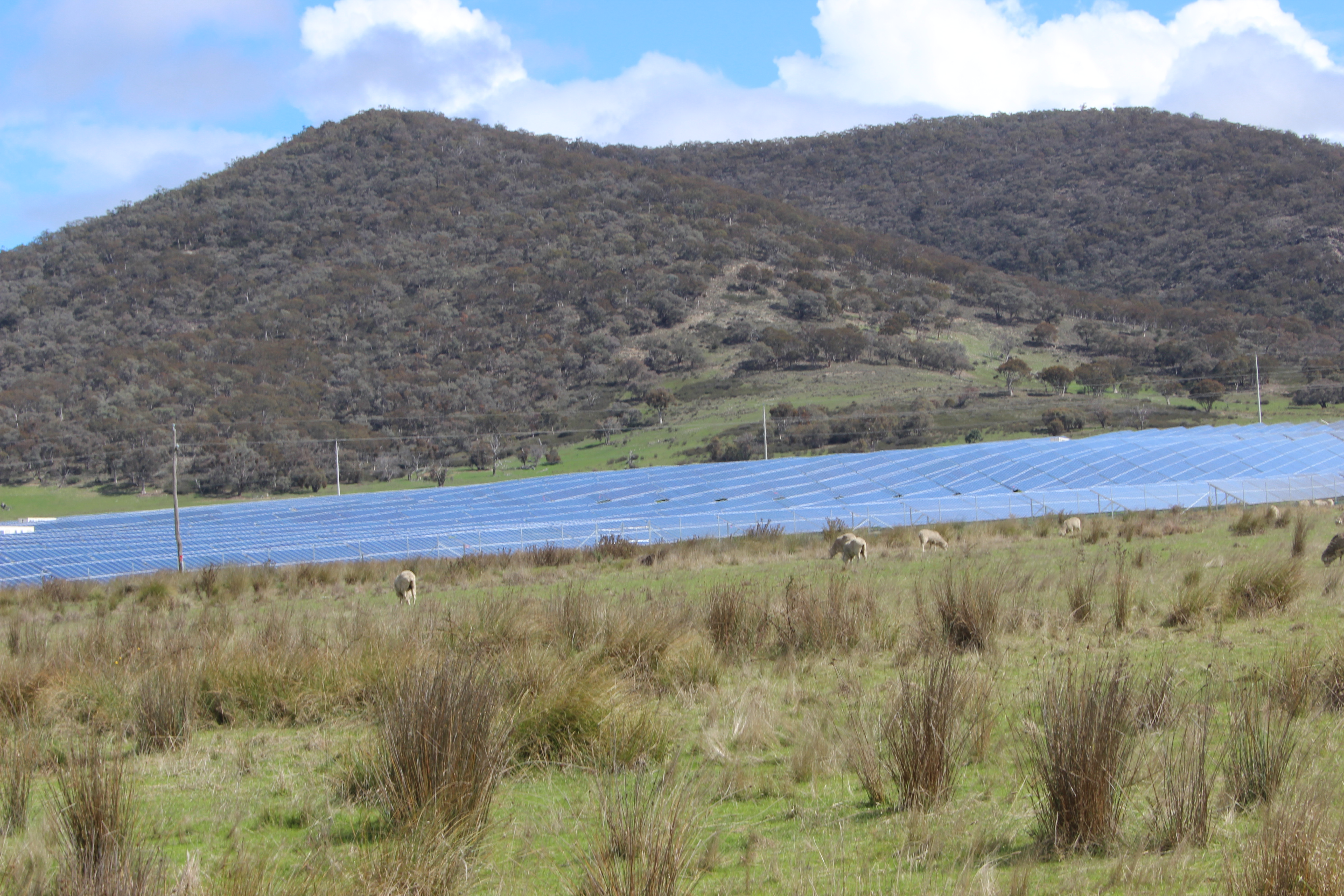
Centrale solaire de Royalla en avril 2014.

Le solaire photovoltaïque australien a produit 41 964 GWh en 2023, soit 15,3 % de la production d'électricité du pays et 2,6 % de la production photovoltaïque mondiale (8e rang).
L'Energy Institute estime la production photovoltaïque australienne à 45,0 TWh en 2023, soit 16,5 % de sa production d'électricité et 2,7 % du total mondial, au 8e rang mondial.
Le rapport 2023 du Clean Energy Council australien estime la production solaire de l'Australie en 2022 à 14,7 % de sa production totale d'électricité, dont 9,3 % par les panneaux solaires en toiture, 0,4 % par les installations solaires de taille moyenne et 5 % par les centrales solaires de grande taille. Les panneaux solaires en toiture ont fourni 25,8 % de l'électricité renouvelable produite en 2022.
L'Agence internationale de l'énergie estime la pénétration théorique du solaire photovoltaïque à 19,8 % de la consommation totale d'électricité fin 2024 ; cette estimation est fondée sur la puissance installée au 31/12/2024, donc supérieure à la production réelle de l'année. L'Australie se classe au 6e rang mondial selon ce critère, derrière la Grèce (27,9 %), les Pays-Bas (25,5 %), l'Espagne (24 %), la Hongrie (20,6 %) et le Chili (20,3 %) ; la moyenne de l'Union européenne est à 14 %, la Chine à 13,1 %, le Japon à 12,3 %, l'Inde à 9,5 %, les États-Unis à 7,9 %, la France à 7,3 %.
| Année | Production (GWh) | Accroissement | Part prod.élec. |
| 2008  | 123              |               | 0,05 %          |
| 2009  | 156              | +27 %         | 0,06 %          |
| 2010  | 386              | +147 %        | 0,15 %          |
| 2011  | 1 388            | +260 %        | 0,5 %           |
| 2012  | 2 322            | +67 %         | 0,9 %           |
| 2013  | 3 472            | +50 %         | 1,4 %           |
| 2014  | 4 007            | +15 %         | 1,6 %           |
| 2015  | 5 019            | +25 %         | 2,0 %           |
| 2016  | 6 205            | +24 %         | 2,4 %           |
| 2017  | 8 066            | +30 %         | 3,1 %           |
| 2018  | 9 925            | +23 %         | 3,8 %           |
| 2019  | 14 842           | +50 %         | 5,6 %           |
| 2020  | 21 027           | +42 %         | 7,9 %           |
| 2021  | 27 711           | +32 %         | 10,4 %          |
| 2022  | 34 681           | +25 %         | 12,8 %          |
| 2023  | 41 964           | +21 %         | 15,3 %          |

Le solaire photovoltaïque s'est développé tardivement mais très rapidement : sa production a été quintuplée en deux ans : de 283 GWh en 2010 à 1 489 GWh en 2012, grâce au tarif d'achat garanti institué par le gouvernement et à un ensoleillement des plus propices à l'énergie solaire ; la parité réseau est atteinte dans de nombreuses régions, permettant une baisse des aides gouvernementales.
Sur le site de l'Australian PV Institute on peut consulter la carte de la production solaire australienne heure par heure : Live solar PV map et celle des installations par région et commune : Mapping Australian Photovoltaic installations.

### Puissance installée

Centrales électriques à énergies renouvelables en Australie.

L'Australie a installé 4 GWc de photovoltaïque en 2024, soit 0,7 % du marché mondial, loin derrière la Chine (357 GWc, soit 59 %), les États-Unis (7,8 %), l'Inde (5,3 %), le Pakistan (2,8 %), l'Allemagne (2,8 %), le Brésil (2,4 %), etc. Elle porte ainsi sa puissance installée à 38,6 GWc, soit 1,7 % du total mondial, au 8e rang mondial, loin derrière la Chine (1 048 GWc, 46,7 %), les États-Unis (10,0 %), l'Inde (5,5 %), l'Allemagne (4,4 %), le Japon (4,3 %), le Brésil (2,3 %) et l'Espagne (2,1 %). Elle se situe au 2e rang mondial pour sa puissance installée par habitant : 1 448 Wc/hab, derrière les Pays-Bas (1 547 Wc/hab) et devant l'Allemagne (1 198 Wc/hab).
En 2023, l'Australie a installé 3,8 GWc de photovoltaïque, soit 0,9 % du marché mondial (11e marché de l'année), derrière la Chine (106 GWc, soit 57,8 %), les États-Unis (8,2 %), l'Inde (4,1 %), l'Allemagne (3,5 %), le Brésil (2,9 %), l'Espagne (1,9 %), le Japon, la Pologne, l'Italie et les Pays-Bas. Elle porte ainsi sa puissance installée à 34,6 GWc, au 8e rang mondial avec 2,1 % du total mondial, loin derrière la Chine (662 GWc, 40,8 %), les États-Unis (10,4 %), l'Inde (5,9 %), le Japon (5,6 %), l'Allemagne (5,0 %), l'Espagne (2,3 %) et le Brésil (2,2 %). Elle se situe au 1er rang mondial pour sa puissance installée par habitant : 1 331 Wc/hab, devant les Pays-Bas et l'Allemagne.
L'Australie a installé 3,9 GWc de photovoltaïque en 2022 (9e marché de l'année avec 1,6 % du marché mondial, derrière la Chine : 106 GWc (44,2 %), les États-Unis (7,7 %), l'Inde (7,5 %), le Brésil (4,1 %), l'Espagne (3,4 %), l'Allemagne (3,1 %), le Japon et la Pologne. Elle porte ainsi sa puissance installée à 30,0 GWc, au 6e rang mondial avec 2,5 % du total mondial, loin derrière la Chine (414,5 GWc, 35 %), les États-Unis (11,9 %), le Japon (7,2 %), l'Inde (6,7 %) et l'Allemagne (5,7 %). Elle se situe au 1er rang mondial pour sa puissance installée par habitant : 1 166 Wc/hab, devant les Pays-Bas et l'Allemagne.
En 2022, 310 352 systèmes solaires photovoltaïques en toiture ont été installés, contre 377 408 systèmes en 2021. Cette baisse s'explique par des problèmes d'approvisionnement, de prix et d'intempéries. Environ 3,4 millions de logements sont équipés de panneaux solaires. La puissance installé des systèmes installés en 2022 atteint 2 742 MWc, contre 3 316 MWc en 2021. La taille moyenne de ces systèmes solaires photovoltaïques en toiture est en 2022 de 8,84 kWc contre 1,97 kWc en 2010, 4,99 kWc en 2015 et 8,00 kWc en 2020. Les installations photovoltaïques de taille moyenne (entre 100 kWc et 5 MWc) se sont réduites à 28 MWc en 2022 contre 86 MWc en 2021 et 144 MWc en 2020. Leur puissance installée cumulée atteint 674 MWc fin 2022. Les centrales solaires de grande taille (> 5 MWc) mises en service en 2022 sont au nombre de 12 et leur puissance totale de 840 MWc ; en 2021, 19 centrales avaient été mises en service, d'une puissance totale de 1 249 MWc. C'est la troisième année consécutive de baisse. Leur puissance installée cumulée atteint 6 487 MWc fin 2022. Les plus grandes centrale mises en service en 2022 sont celles de Suntop (150 MWc) et Blue Grass (148 MWc), après celle de Darlington Point (275 MWc) en 2021. Au total, la puissance installée photovoltaïque a augmenté de 4 019 MWc en 2022.
En 2021, l'Australie a installé 4,6 GWc de photovoltaïque (8e marché de l'année avec 2,6 % du marché mondial, derrière la Chine : 54,9 GWc, les États-Unis : 26,9 GWc, l'Inde : 13 GWc, le Japon : 6,5 GWc, le Brésil : 5,5 GWc, l'Allemagne : 5,3 GWc et l'Espagne : 4,9 GWc. Elle porte ainsi sa puissance installée à 25,4 GWc, au 6e rang mondial avec 2,7 % du total mondial.
En 2020, l'Australie a installé 4,1 GWc de photovoltaïque (7e marché de l'année avec 2,9 % du marché mondial, portant sa puissance installée à 20,2 GWc, au 7e rang mondial avec 2,7 % du total mondial.
En 2019, l'Australie a installé 3,7 GWc de photovoltaïque (8e marché de l'année avec 3,2 % du marché mondial, portant sa puissance installée à 14,6 GWc, au 7e rang mondial avec 2,3 % du total mondial..
En 2018, l'Australie a installé 3,8 GWc (5e marché de l'année avec 3,8 % du marché mondial, portant sa puissance installée à 11,3 GWc, au 8e rang mondial avec 2,3 % du total mondial.
En 2014, l'Australie a installé 910 MWc de panneaux photovoltaïques, se plaçant au 7e rang mondial ; sa puissance cumulée de 4 136 MWc fin 2014 la classe au 9e rang mondial ; les tarifs d'achat garantis ont été supprimés, mais le système de certificats verts a été maintenu.
Selon les statistiques officielles, la puissance installée photovoltaïque a atteint 3,98 GWc à la fin 2014 (dont 74,3 MWc hors réseau), produisant environ 2,5 % de l'électricité du pays. Sur les 905 MWc installés en 2014, 888 MWc sont connectés au réseau, dont 63 MWc montés au sol, et 17 MWc non connectés (sites isolés).
La puissance installée en 2012 a été de 1 038 MWc, portant le parc solaire australien à 2,4 GWc fin 2012 ; la production a progressé de 74,5 %, avec notamment la mise en service de la centrale solaire de Greenough River (en) (10 MW) à Walkaway (en) en Australie-Occidentale.

### Industrie photovoltaïque australienne
Dyesol Ltd produit des matériaux et composants pour le marché international des cellules à pigment photosensible dans son usine de Queanbeyan en Nouvelle-Galles du Sud.
Un nouveau fabricant de modules, Tindo Solar, a commencé à produire en 2012 à Adélaïde, Australie-Méridionale. Sa capacité est modeste : 60 MWc/an
Solar Systems, racheté en 2010 par Silex Systems Ltd, a mis en service en 2013 la centrale photovoltaïque à concentration de démonstration de Mildura (1,5 MW) dans l'État de Victoria ; Solar Systems développe ce concept depuis plusieurs années et a déjà installé plusieurs centrales prototypes dans le Territoire du Nord et le Queensland, à Bridgewater (Victoria).
L'industrie solaire australienne produit aussi des cadres pour les modules, des commandes électriques et des onduleurs.

### Politique de soutien au photovoltaïque

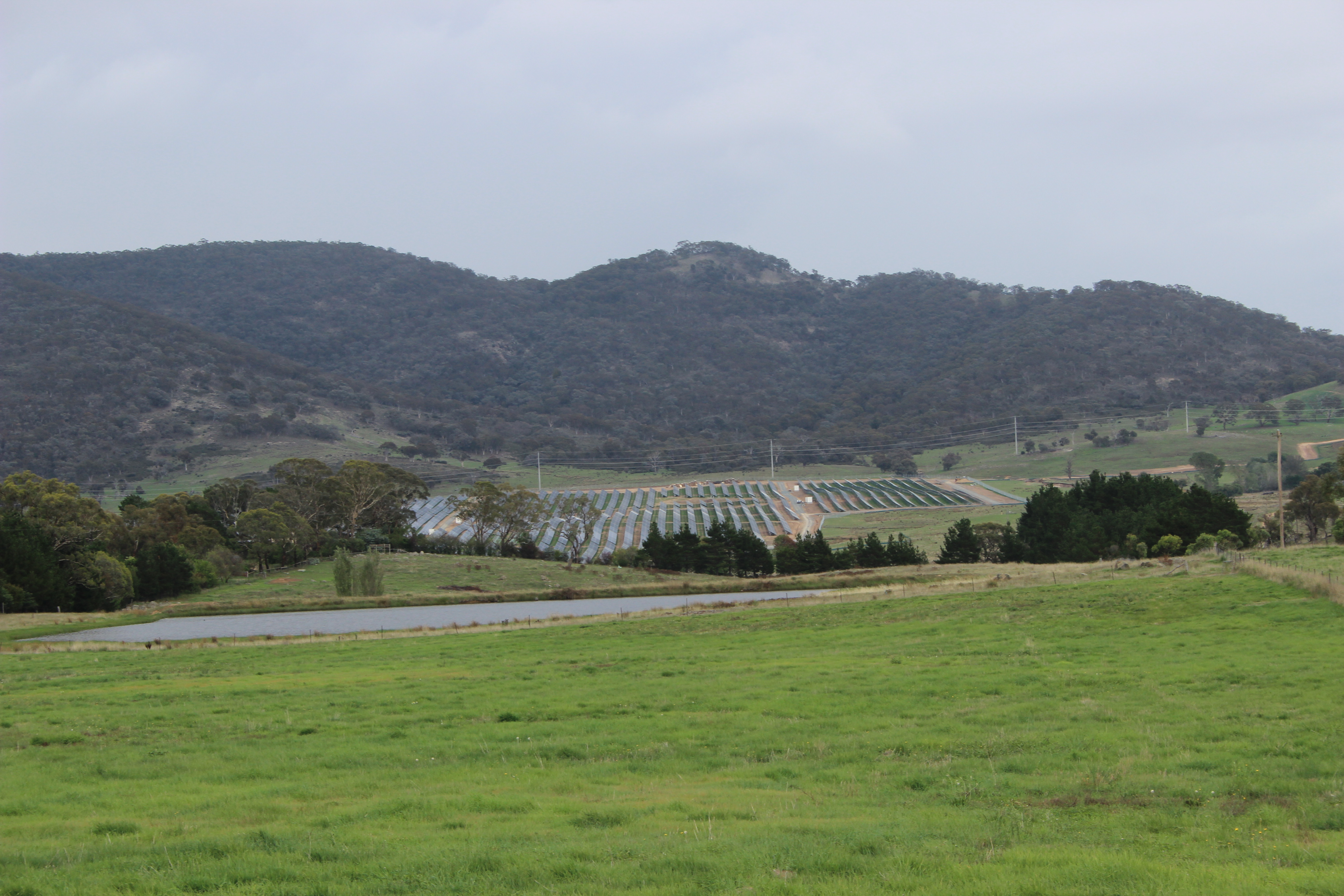
Centrale solaire de Royalla en mars 2014.

Le programme RET (Renewable Energy Target - Objectif d'énergie renouvelable), institué par des lois votées en 2000 et 2001, avait pour but d'amener la part des énergies renouvelables dans la production d'électricité australienne à 20 % en 2020 ; depuis 2011 il est organisé en deux composantes :
- Large-scale Renewable Energy Target (LRET) : incitation financière à la création de centrales éoliennes, solaires ou hydroélectriques de grande taille par un système de certificats (Large-scale Generation Certificates - LGCs) émis pour chaque MWh d'électricité renouvelable produit par ces centrales, certificats que les producteurs vendent aux fournisseurs d'électricité qui les remettent en fin d'année au Clean Energy Regulator[25] pour attester de leur conformité aux objectifs annuels du programme RET.
- Small-scale Renewable Energy Scheme (SRES) : incitation financière destinée aux ménages, aux petites entreprises et aux communautés rurales pour l'installation de chauffe-eau solaires, pompes à chaleur, systèmes solaires photovoltaïques, éoliens ou hydroélectriques de petite taille par un système de certificats (Small-scale Technology Certificates - STCs) émis lors de l'installation de ces systèmes en fonction de leur production future, à vendre aux fournisseurs d'électricité.

La révision 2014 des RET a permis de constater que les énergies renouvelables vont probablement dépasser 20 % de la production en 2020, du fait de la baisse de la demande, et a recommandé une réduction des objectifs, mais le gouvernement n'est pas parvenu à obtenir l'accord du Sénat sur ce point.
L'Australian Renewable Energy Agency (ARENA) soutient la recherche-développement pour les EnR.
Face à la forte demande de certificats solaires, ces derniers ont été réduits à 1 certificat par MWh au 01/01/2013 contre 2 auparavant ; les États ont également fortement réduit leurs soutiens, en particulier les tarifs d'obligation d'achat (feed-in tariffs) qui ont en général été ramenés à 0,08 AUDc/kWh.
Un appel d'offres lancé début 2012 pour des projets de centrales solaires a reçu 49 projets, dont un seul a été retenu en septembre 2012 : Royalla Solar Farm (20 MWc), à 186 dollars australiens par MWh sur 20 ans ; un deuxième tour a été organisé en avril 2013 et a permis de qualifier deux autres projets : OneSun Capital (7 MWc) et Zhenfa Canberra Solar Farm (13 MWc).
Les états ont institué des tarifs d'achat réglementés (feed-in tariffs), avec des modalités et des montants divers.
Le programme Solar Cities, terminé en 2012, a concerné sept villes ; par exemple, celui de Perth a suscité la participation de 16 000 ménages, dont 3 515 ont reçu une éco-consultation à domicile, 6 300 ont bénéficié d'un eco-coaching de six mois, 700 ont été équipés d'un système photovoltaïque et 1 100 ont acheté un chauffe-eau solaire ; ces ménages ont économisé 1 M$ sur leurs factures d'électricité en 2012.
Le programme Solar Flagships annoncé en 2009 par le gouvernement fédéral prévoyait un appel d'offres pour 1 GW par quatre centrales solaires (PV et thermiques) ; le premier round, pour 400 MW, a reçu 52 propositions, mais les deux projets sélectionnés échouèrent faute de financement ; finalement, un projet AGL/First Solar de 150 MWc fut retenu, composé de deux centrales à Nyngan (100 MW) et Broken hill (50 MW), en Nouvelle-Galles du Sud.
La R&D est activement soutenue : le consortium VICOSC de Melbourne développe l'industrialisation de la fabrication de cellules solaires organiques ; l'Australian Centre for Advanced Photovoltaics est dédié aux cellules en couche mince ; plusieurs universités (Melbourne, Newcastle, Monash University, Australian National University, etc.) poursuivent des recherches sur diverses techniques solaires avancées : la Swinburne University of Technology développe des cellules intégrant des nanoparticules plasmoniques qui augmentent considérablement l'efficacité d'absorption des cellules.
En 2022, les élections législatives fédérales amènent au pouvoir le parti travailliste et de nombreux députés écologistes sont élus. Le nouveau premier ministre Anthony Albanese fait voter les Climate Change Bills qui fixent un objectif de 43 % de réduction des émissions d'ici 2030. Le budget présenté en octobre attribue 25 milliards de dollars à l'énergie propre, dont 1,9 milliard d'aides aux collectivités locales et aux entreprises pour basculer sur les énergies renouvelables, 224 millions de dollars de subventions aux batteries et 102 millions de dollars d'aides aux panneaux solaires pour les ménages à bas revenus.
Le 28 mars 2024, le Premier ministre Anthony Albanese annonce des aides de l'ordre d'un milliard de dollars australiens (700 millions d'euros) pour le développement d'une ligne de production de panneaux solaires sur le site de la centrale électrique au charbon Liddell à Muswellbrook, dont les activités ont cessé en 2023. Ce projet associe l'énergéticien AGL et la start-up SunDrive. Alors qu'un foyer australien sur trois dispose de panneaux solaires sur son toit, seulement 1 % de ces panneaux sont fabriqués dans le pays.

### Principales centrales photovoltaïques
- (en) Cet article est partiellement ou en totalité issu de l’article de Wikipédia en anglais intitulé « Solar power in Australia » (voir la liste des auteurs).

La centrale solaire de Greenough River est équipée de 150 000 modules photovoltaïques à couche mince fabriqués par First Solar, d'une puissance totale de 10 MW qui produiront 22 GWh par an, achetés par l'entreprise publique des eaux pour son usine de dessalement d'eau de mer.

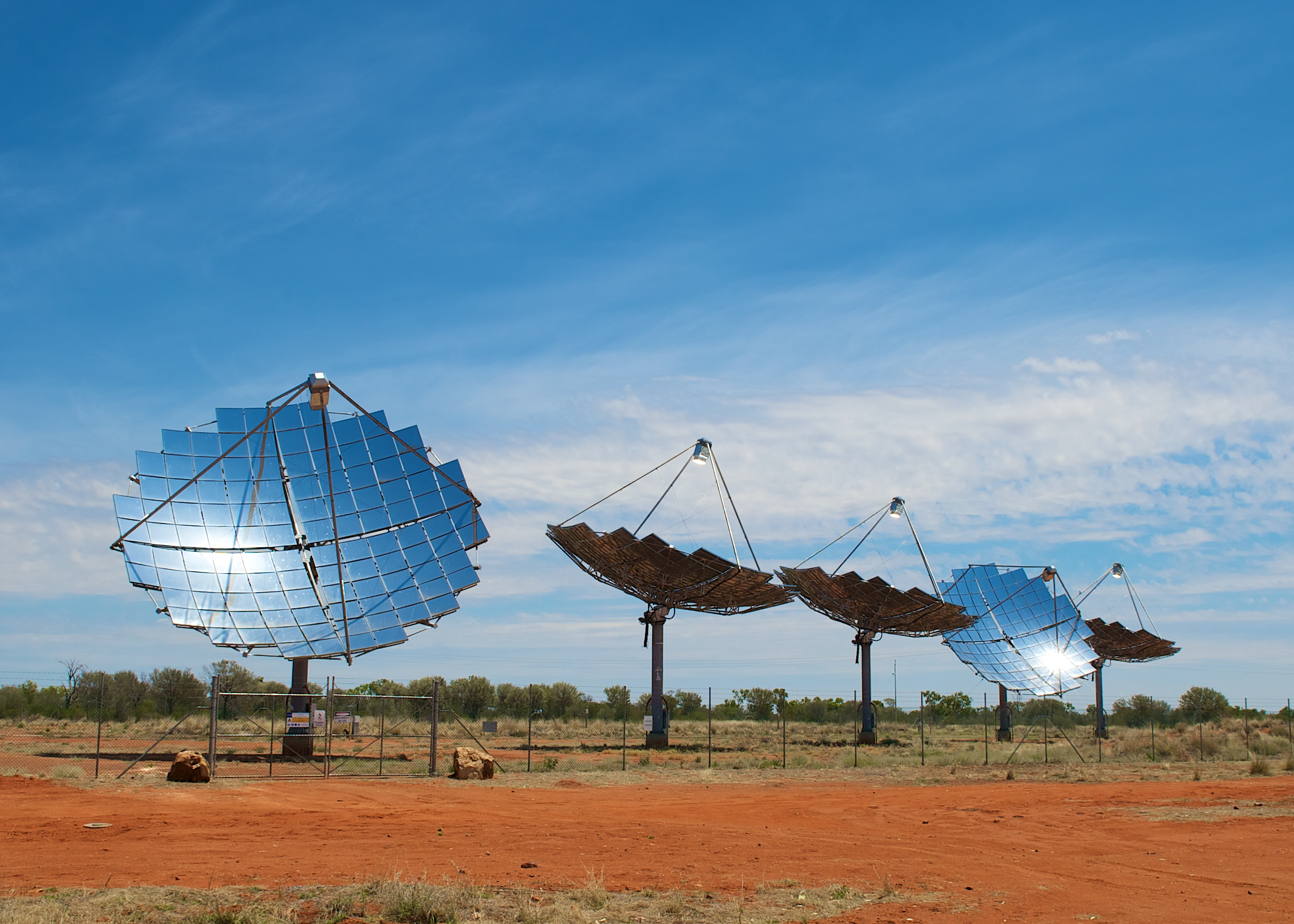
Centrale solaire de Windorah (180 kW) de Solar Systems en novembre 2011.

La technologie photovoltaïque à concentration (miroirs paraboliques réflecteurs concentrant les rayons solaires sur un panneau photovoltaïque à concentration) a été expérimentée par la société Solar Systems qui a construit trois petites centrales (720 kW au total) dans le Territoire du Nord. Son grand projet de centrale de Mildura (100 MW) a été suspendu par sa faillite en 2009 ; il a été repris en 2010 par Silex Systems qui a mis en service en avril 2013 une centrale de démonstration de 1,5 MW et prévoit de lancer la construction de la centrale de 100 MW en 2014 pour achèvement en 2017,avec 100 M$ de subventions du gouvernement du Victoria et du gouvernement fédéral.
| Puiss. (MWc) | Nom                        | Localité    | État                   | Surface     | Mise en service | Exploitant/Propriétaire            |
| 313          | Ferme solaire de Limondale | Balranald   | Nouvelle-Galles du Sud | 900 ha      | 2021            | RWE                                |
| 200          | Ferme solaire de Kiamal    | Ouyen       | Victoria               | 1000 ha     |                 | Total Eren                         |
| 200          | Ferme solaire de Sunraysia | Balranald   | Nouvelle-Galles du Sud |             |                 | Maoneng Group                      |
| 133          | Ferme solaire de Finley    | Finley      | Nouvelle-Galles du Sud |             | 2019            | John Laing Group                   |
| 102          | Nyngan Solar Plant,        | Nyngan      | Nouvelle-Galles du Sud | 250 ha      | juin 2015       | AGL Energy et First Solar          |
| 53           | Broken Hill Solar Plant,   | Broken Hill | Nouvelle-Galles du Sud | 140 ha      | novembre 2015   | AGL Energy et First Solar          |
| 20           | Royalla Solar Farm         | Royalla     | Canberra               |             | 2014            | Fotowatio Renewable Ventures (FRV) |
| 10           | Greenough River Solar Farm | Geraldton   | Australie-Occidentale  | 80 hectares | octobre 2012    | Verve Energy, General Electric     |
| 1,5          | Mildura                    | Mildura     | Victoria               |             | 2013            | Silex Systems                      |

- (en) Cet article est partiellement ou en totalité issu de l’article de Wikipédia en anglais intitulé « List of photovoltaic power stations » (voir la liste des auteurs).

| Puiss. (MWc) | Nom               | Localité   | Préfecture             | Mise en service | Développeur/Propriétaire                         |
| 100          | Mildura Solar CSP | Mildura    | Victoria               | 2017            | Silex Systems                                    |
| 250          | Mallee Solar Park | The Mallee | Victoria               | ?               | Energy Australia                                 |
| 70           | Moree Solar Farm  | Moree      | Nouvelle-Galles du Sud | 2016?           | Fotowatio Renewable Ventures (FRV)/Pacific Hydro |

Trajet approximatif du câble sous-marin Australia-Asia Power Link en projet, 2024.

Le 21 août 2024, la ministre australienne de l'Environnement Tanya Plibersek donne son feu vert, au projet géant intercontinental de centrale solaire Australia-Asia Power Link (en), porté par l'entreprise SunCable, qui consiste à installer des panneaux solaires sur 12 000 hectares entre Darwin et Alice Springs, dans le Territoire du Nord et à construire 800 km de ligne de transmission à haute tension aérienne jusqu'à la ville portuaire de Darwin et 4 300 km de câbles sous-marins vers Singapour. La puissance installée de cette centrale annoncée pour 2030 serait de l'ordre de 6 GW, dont 4 GW pour l'agglomération de Darwin et 2 GW livrés à Singapour, soit 15 % des besoins en électricité de cette cité-État. La production énergétique de la ferme solaire devrait être garantie grâce à des batteries de stockage et à un parc éolien. Le projet doit sa rentabilité au niveau d'irradiation dans le Territoire du Nord, de 30 à 40 % supérieurs à ceux des marchés asiatiques concurrents. Le coût du projet dépasserait 21 milliards €. La décision finale d'investissement est prévue pour 2027. Un précédent projet prévoyait en 2020 une centrale solaire de 10 GW, dont 3 GW pour Singapour.

### World Solar Challenge

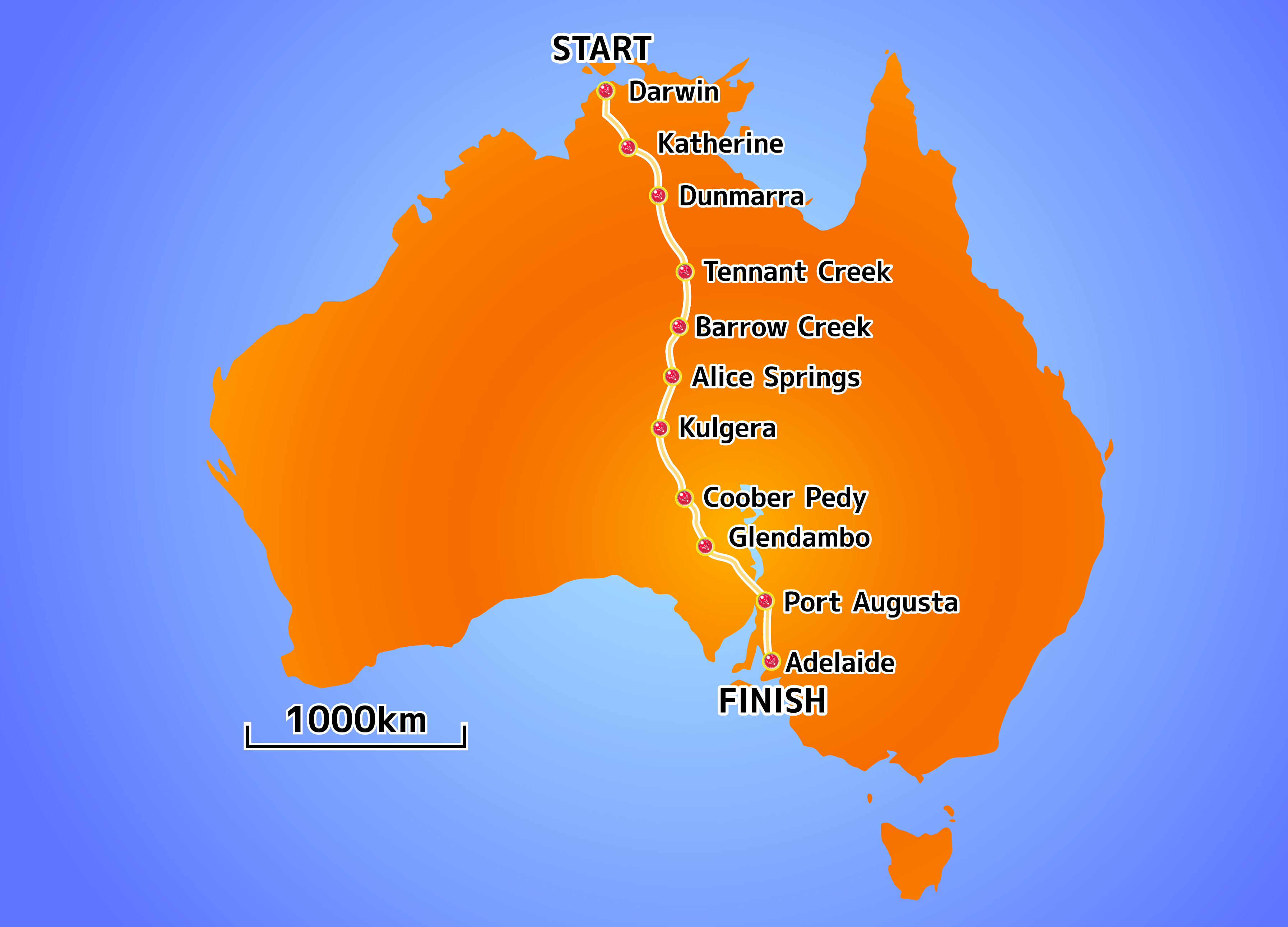
Parcours du World Solar Challenge.

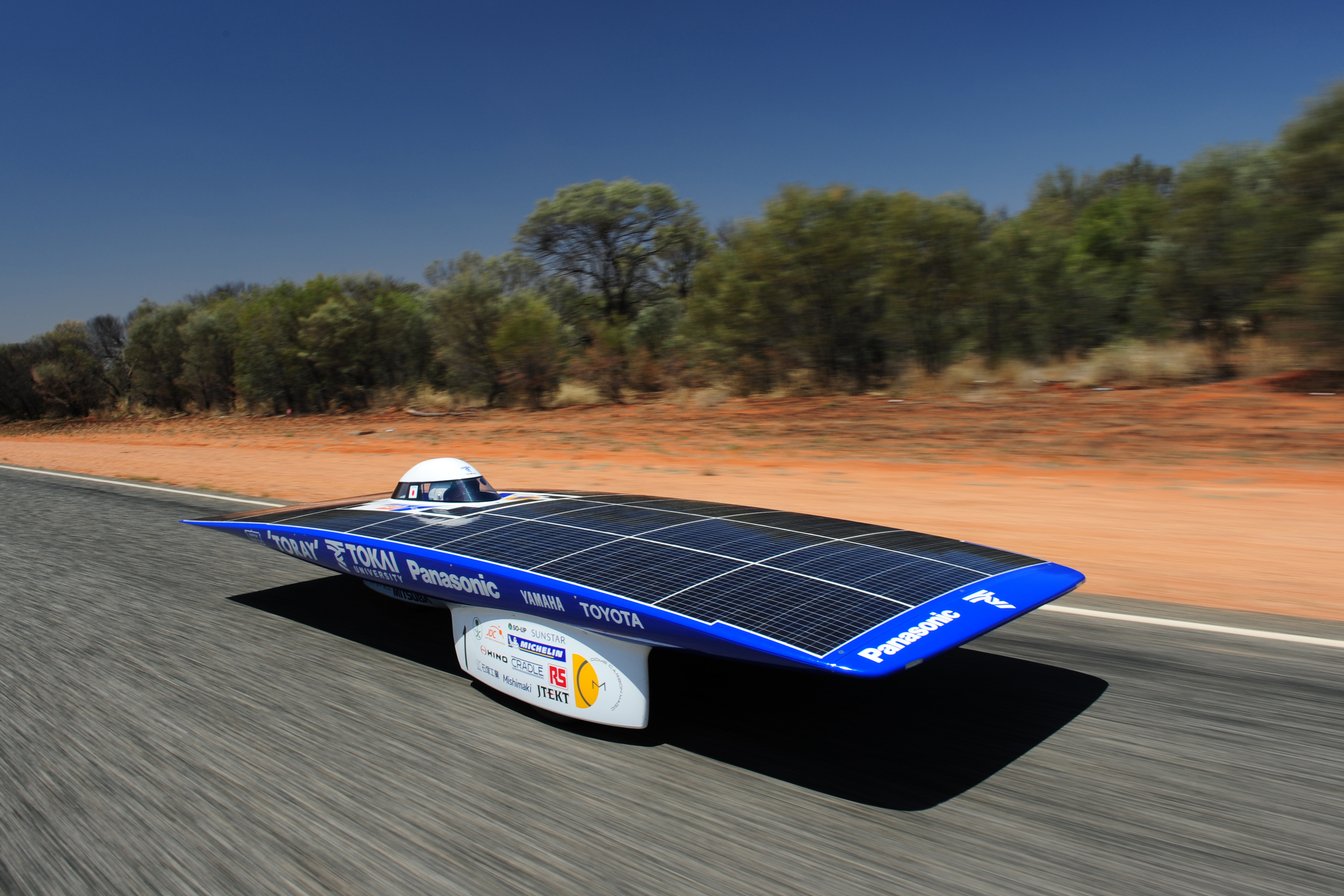
Voiture solaire "Tokai Challenger", vainqueur du World Solar Challenge 2011.

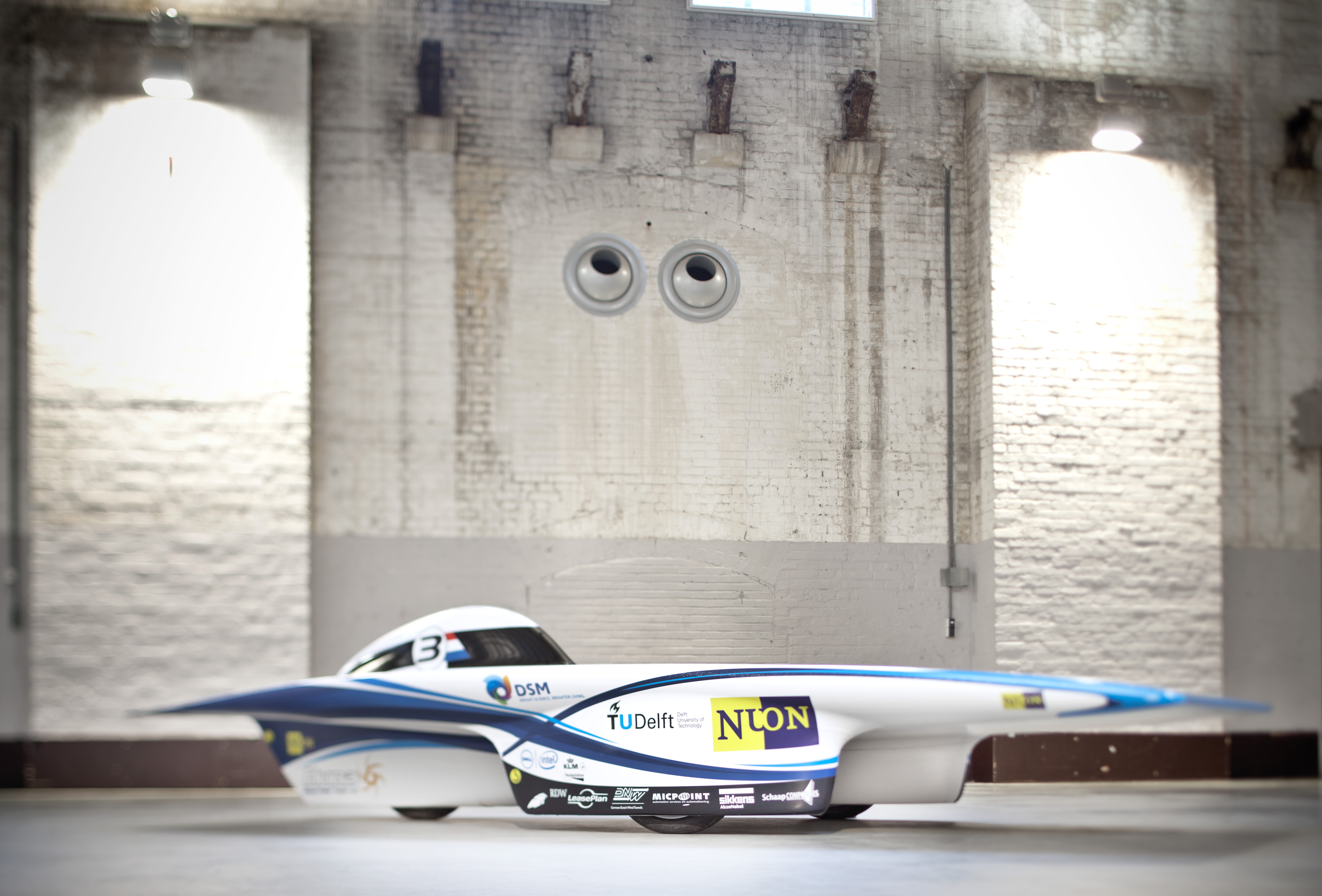
Voiture solaire "Nuna 6", de l'équipe Nuon, vainqueur du World Solar Challenge 2013.

L'Australie organise tous les deux ans le World Solar Challenge (défi solaire mondial), une course internationale de voitures propulsées à l'énergie solaire. Depuis sa création en 1987, des véhicules expérimentaux parcourent un circuit de 3 021 km à travers l'Australie centrale, entre les villes de Darwin et d'Adélaïde. En 2013, 40 équipes d'universités et d'entreprises de 23 pays ont participé à la course. Le bon équilibre entre les ressources en énergie et la consommation est la clé pour gagner cette course. La vitesse optimale du véhicule change constamment en fonction de la météo et du niveau de charge des batteries. À partir de 2005, la démonstration de la faisabilité d'un trajet de 3 000 km à des vitesses usuelles ayant été largement acquise, un nouveau défi a été formulé : construire une nouvelle génération de voitures solaires pouvant, avec peu de modifications, servir de base pour une proposition commerciale de transport durable.

## Énergie solaire thermodynamique
La production d'électricité du solaire thermodynamique est seulement de 3 GWh en 2023, soit 0,001 % de la production du pays.
La filière thermodynamique peine à émerger, ses coûts ayant baissé moins rapidement que ceux du photovoltaïque ; la seule réalisation, de faible ampleur (1 MW), est un champ de 500 miroirs paraboliques intégré dans la centrale au charbon de Liddell avec l'aide du gouvernement de Nouvelle-Galles du Sud.
Le projet Kogan Creek Solar Boost, en construction par Areva à la centrale charbon de Kogan Creek (Queensland), utilise la technologie de la vapeur solaire surchauffée pour "booster" le fonctionnement de la centrale charbon en assurant une partie de la production de vapeur au moyen d'un champ de réflecteurs Fresnel linéaires compacts délivrant une puissance maximale de 44 MW ; lancée en 2011, la construction devrait se terminer en 2015 ; il diminuera les émissions de CO2 de la centrale de 0,8 %,.
Le projet Aurora a reçu le 14 août 2017 le feu vert de l'État d'Australie-Méridionale ; situé à 30 km au nord de Port Augusta, il sera constitué d'une tour solaire et d'un champ d'héliostats concentrant la lumière du soleil sur la chaudière installée au sommet de la tour. Sa puissance nominale sera de 150 MW et sa production annuelle de 500 GWh ; sa capacité de stockage de 8 heures (1 100 MWh) lui permettra de fonctionner en permanence, en fonction de la demande.